# Mistrzostwa Świata w Piłce Nożnej 2014 (eliminacje strefy CAF)/Grupa B

## Tabela
| Lp. | Drużyna                       | M | Mecze | Mecze | Mecze | Bramki | Bramki | Bramki | Pkt |
| Lp. | Drużyna                       | M | W     | R     | P     | +      | −      | +/−    | Pkt |
| --- | ----------------------------- | - | ----- | ----- | ----- | ------ | ------ | ------ | --- |
| 1.  | Tunezja                       | 6 | 4     | 2     | 0     | 13     | 6      | +7     | 14  |
| 2.  | Republika Zielonego Przylądka | 6 | 3     | 0     | 3     | 9      | 7      | +2     | 9   |
| 3.  | Sierra Leone                  | 6 | 2     | 2     | 2     | 10     | 10     | 0      | 8   |
| 4.  | Gwinea Równikowa              | 6 | 0     | 2     | 4     | 6      | 15     | −9     | 2   |

## Mecze
| 2 czerwca 2012 18:30 | Sierra Leone · M. Kamara 10' · Suma 26' | 2:1(2:0) | Republika Zielonego Przylądka · 90+4' Zé Luís | Stadion Narodowy, Freetown Widzów: 25,000 Sędzia: William Agbovi |
|                      |                                         |          |                                               |                                                                  |

| 2 czerwca 2012 19:00 | Tunezja · Jemâa 51' · Harbaoui 56' · Hammami 88' | 3:1(0:1) | Gwinea Równikowa · 34' Randy | Stade Mustapha Ben Jannet, Monastyr Widzów: 10,000 Sędzia: Mehdi Abid Charef |
|                      |                                                  |          |                              |                                                                              |

| 9 czerwca 2012 19:30 | Republika Zielonego Przylądka · Odaïr 26' | 1:2(1:1) | Tunezja · Khelifa 14' · Jemâa 46' | Estádio da Várzea, Praia Widzów: 3,600 Sędzia: Rédouane Jiyed |
|                      |                                           |          |                                   |                                                               |

| 9 czerwca 2012 19:00 | Gwinea Równikowa · Juvenal 13', 41' | 2:2(2:2) | Sierra Leone · Barlay 23' · T. Bangura 30' | Nuevo Estadio de Malabo, Malabo Widzów: 4,000 Sędzia: Adam Cordier |
|                      |                                     |          |                                            |                                                                    |

| 23 marca 2013 19:10 | Tunezja · Darragi 57' · Khazri 72' | 2:1(0:0) | Sierra Leone · 74' A. Kamara | Stade Olympique de Radès, Radis Widzów: 10,000 Sędzia: Mal Souley Mohamadou |
|                     |                                    |          |                              |                                                                             |

| 24 marca 2013 17:00 | Gwinea Równikowa | 0:3 wo. | Republika Zielonego Przylądka | Nuevo Estadio de Malabo, Malabo Widzów: 8,000 Sędzia: Mahamadou Keita |
|                     |                  |         |                               |                                                                       |

- FIFA przyznała walkower na korzyść Republiki Zielonego Przylądka, gdyż w ekipie Gwinei Równikowej wystąpił nieuprawniony zawodnik Emilio Nsue. Początkowo mecz zakończył się wynikiem 4-3[1].

| 8 czerwca 2013 19:30 | Republika Zielonego Przylądka | 3:0 wo. | Gwinea Równikowa | Estádio da Várzea], Praia Widzów: 3,500 Sędzia: Hélder Martins de Carvalho |
|                      |                               |         |                  |                                                                            |

- FIFA przyznała walkower na korzyść Republiki Zielonego Przylądka, gdyż w ekipie Gwinei Równikowej wystąpił nieuprawniony zawodnik Emilio Nsue. Początkowo mecz zakończył się wynikiem 2-1[1].

| 8 czerwca 2013 18:30 | Sierra Leone · A. Kamara 39' · K. Kamara 72' | 2:2(1:0) | Tunezja · 55' (k) Darragi · 90' Ben Youssef | Stadion Narodowy, Freetown Widzów: 20,000 Sędzia: Eric Arnaud Otogo-Castane |
|                      |                                              |          |                                             |                                                                             |

| 15 czerwca 2013 19:30 | Republika Zielonego Przylądka · Héldon 12' | 1:0(1:0) | Sierra Leone | Estádio da Várzea, Praia Widzów: 3,500 Sędzia: Anthony Ramsy Raphael |
|                       |                                            |          |              |                                                                      |

| 16 czerwca 2013 18:00 | Gwinea Równikowa · Juvenal 36' (k) | 1:1(1:0) | Tunezja · 64' (k) Darragi | Nuevo Estadio de Malabo, Malabo Widzów: 8,000 Sędzia: Bernard Camille |
|                       |                                    |          |                           |                                                                       |

| 7 września 2013 18:30 | Sierra Leone · A. Kamara 21' · Kargbo 39' (k) · M. Bangura 70' | 3:2(2:0) | Gwinea Równikowa · 86' Juvenal · 89' Bolado | Stadion Narodowy, Freetown Widzów: 3,000 Sędzia: El Fadil Mohamed |
|                       |                                                                |          |                                             |                                                                   |

| 7 września 2013 20:45 | Tunezja | 3:0 wo. | Republika Zielonego Przylądka | Stade Olympique de Radès, Radis Widzów: 9,000 Sędzia: Bakary Gassama |
|                       |         |         |                               |                                                                      |

- FIFA przyznała walkower na korzyść Tunezji, gdyż w ekipie Republiki Zielonego Przylądka wystąpił nieuprawniony zawodnik, Fernando Varela, który był zawieszony za żółte kartki. Początkowo mecz zakończył się wynikiem 0-2.